# Toc de scris

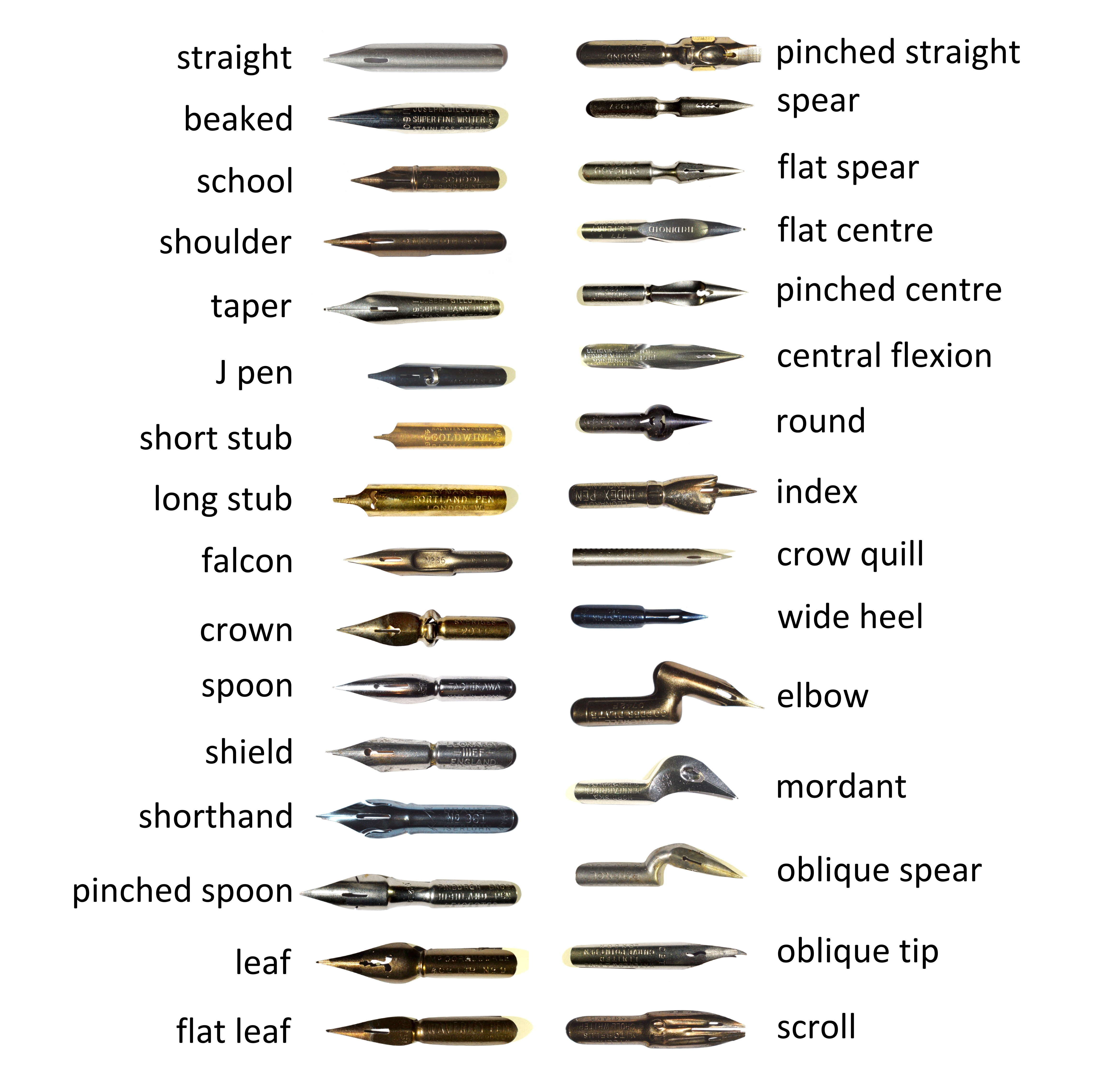
Diferite tipuri de penițe folosite pentru tocuri

Tocul este un instrument de scris confecționat din diferite materiale (precum lemn, os sau metal), de formă lunguiață, la capătul căruia este atașată o peniță. 